# Pedro Mendes (fotbollsspelare född 1990)
Pedro Filipe Teodósio Mendes, född 1 oktober 1990, är en portugisisk fotbollsspelare.

## Klubbkarriär
Den 18 juli 2017 värvades Mendes av Montpellier.

## Landslagskarriär
Mendes debuterade för Portugals landslag den 14 oktober 2018 i en 3–1-vinst över Skottland, där han blev inbytt i den 57:e minuten mot Rúben Dias.